# Graft-De Rijp
Graft-De Rijp este o comună în provincia Olanda de Nord, Țările de Jos. Comuna este numită după principalele localități: Graft și De Rijp.

## Localități componente
De Rijp, Graft, Markenbinnen, Noordeinde, Oost-Graftdijk, Starnmeer, West-Graftdijk.